# Глушановский, Антон Андреевич
Антон Андреевич Глушановский (1816—1902) — тайный советник; педагог и цензор.

## Биография
Родился в 1816 году в Полтавской губернии, в родовом имении его матери (Пульхерии Васильевны Зарудной) — хуторе Зарудновском, между Лохвицей и Ромнами. Имел братьев, семи-восьми годами старше. Около 1820 года семья переехала в имение отца, Андрея Павловича (умер в 1831 году от холеры) — село Николаевка Борзненского уезда, в котором тот содержал конный завод.
Первоначальное образование получил в Черниговском уездном училище (с 1824), Борзненском уездном училище (с 1826) и Нежинской гимназии (1827—1832). В 1833 году поступил в медико-хирургическую академию, но не проучившись там и года (из-за отвращения к анатомии) уехал в Киев, где стал студентом открывшегося в 1834 году университета. В 1838 году окончил юридический факультет университета кандидатом права и 12 июля вступил в службу в канцелярию попечителя Киевского учебного округа. В конце того же года был назначен преподавателем истории и статистики в Каменец-Подольскую гимназию, а спустя два года — в Новгород-Северскую гимназию. В 1842 году ему была предоставлена кафедра законов казённого управления в Нежинском юридическом лицее.
С 9 сентября 1844 года он стал синдиком университета Св. Владимира. В 1850 году был назначен директором училищ Полтавской губернии.
В 1855 году он решил сменить сферу деятельности и был причислен к министерству государственных имуществ и первоначально занимался вопросами продовольствия государственных крестьян Минской губернии. Затем, до августа 1856 года временно управлял Минской палатой государственных имуществ, до мая 1857 года — Новгородской палатой. Наконец, он был назначен управляющим Виленской палатой; произведён в чин действительного статского советника 1 мая 1859 года.
С 27 мая 1867 года был цензором в Киеве; 5 февраля 1868 года причислен к Министерству внутренних дел с откомандированием для занятий в Главном управлении по делам печати; с 5 апреля 1869 года — цензор Санкт-Петербургского цензурного комитета. Затем направлен в распоряжение Новороссийского и Бессарабского генерал-губернатора; с 17 февраля 1870 года состоял старшим цензором Одесского комитета цензуры иностранной. Был уволен 4 апреля 1871 года с причислением к Министерству внутренних дел.
Умер в Одессе 15 (28) июня 1902 года. Похоронен в селе Николаевка Борзненского уезда при Крестовоздвиженской церкви.